# Психоисторија (Задужбина)
Психоисторија је измишљена наука у универзуму Задужбине писца Исака Асимова. Ова наука комбинује историју, социологију и математичку статистику како би начинила општа предвиђања о будућности понашања врло великих група људи, као у Галактичком Царству. Психоисторија се првобитно јавља у пет кратких прича написаних између 1942. и 1944, које су потом 1951. спојене у роман Задужбина.

## Аксиоме
Психоисторија се заснива на идеји да, иако није могуће предвидети дела конкретног појединца, статистички закони примењени на велике групе људи могу да предвиде начелни ток будућих догађаја. Асимов је користио аналогију са гасом: посматрачу би било врло тешко да предвиди кретање појединачних молекула у гасу, али он може да предвиди кретање гаса са великом прецизношћу. (У физици је ово познато као кинетичка теорија.) Асимов је применио овај концепт на становништво фикционог Галактичког Царства, које је бројало трилион људи. Лик Хари Селдон, који је у романима развио ову науку је успоставио два аксиома:
- популација чије понашање се моделује мора да буде довољно велика
- популација не сме да буде свесна резултата примене психоисторијске анализе

Постоји и трећи позадински аксиом психоисторије, који је тривијалан, и стога га Селдон не наводи у свом Плану:
- људска бића су једина интелигентна бића у Галаксији.

## Прарадијант
Асимов је представио „прарадијант“, уређај који је осмислио Хари Селдон, а изградио га је Југо Амарил. Овај уређај служи за складиштење психоисторијских једначина које приказују будући развој човечанства.
Прарадијант пројектује једначине на зидове на неки необјашњен начин, али не баца сенке, и стога допушта једноставну интеракцију. Уређај се контролише снагом ума, и допушта кориснику да зумира у детаље једначина, као и да их измени. Додавање анотација је могуће, али по конвенцији, сви амандмани остају анонимни.
Ученик који треба да постане „говорник“ мора да представи амандман на план. Пет различитих одбора затим ригорозно проверава математичку исправност амандмана. Ученици морају да одбране своје предлоге од удружених и немилосрдних напада. Након две године, измена се поново разматра. Ако и након другог испитивања и даље пролази инспекцију, амандман постаје део Селдоновог плана.
Прарадијант, осим што је интерактиван, користи и различите боје за приказ једначина како би их психоисторичари лакше разумели.
- Црна (Селдон): Црном бојом су представљене једначине оригиналног Селдоновог плана које су развили Селдон и Амарил током прве четири деценије Селдоновог рада на Универзитету у Стирлингу, и дефинишу Селдонове кризе, дужину трајања плана, и долазак Другог галактичког царства.
- Црвена (говорник): Црвеном бојом су обележени додаци које су начинили говорници (виши менталистички психоисторичари Друге задужбине) након Селдоновог времена.
- Плава (девијације): Плавом бојом су обележене девијације од психоисторијских пројекција удаљене више од 1,5 стандардних девијација од предвиђених исхода (1,5 σ). „Ера девијација“ након успона Мазгова је произвела девијације у Селдоновом плану које су износиле од 0,5 до 10 σ, и за враћање Галаксије натраг на План је Другој галаксији било потребно читавих стотину година.

Друге боје су осмислили љубитељи романа а и сам Асимов их је помињао, као што су:
- Зелена (нотације) — додаци релевантних научних радова приложени уз резултате (Према Задужбини)
- Љубичаста (пројекције) — корисне за одређивање ограничења будућих црвених једначина говорника, коришћењем пројекција догађаја у складу са врло општим али ипак монументалним црно обележеним Селдоновим једначинама. Алат прве три генерације психоисторичара након Селдона, а до 5. века Плана, коришћене углавном у наставне сврхе. (Према Задужбини)

## Развој
Касније током каријере, Асимов је описао неке историјске (пре Селдона) корене психоисторије. У Роботима зоре (1983), чија се радња одвија хиљадама година пре Задужбине (1951), он описује покушаје роботичара Хана Фастолфа да створи науку засновану на пажљивом проучавању других, конкретно, своје ћерке Василије. У Прелудијуму за Задужбину (1988) се сугерише да је један од Фастолфових робота, Р. Данил Оливов, утицао на Селдона да развије практичну примену ове науке.

## Асимов о психоисторији
25. септембра 1987, Асимов је дао интервју Тери Грос на њеном програму Fresh Air на Националном јавном радију.
У овом интервју, Грос га је питала о психоисторији:
Грос: „Шта сте имали на уму кад сте осмислили назив и концепт?“
Асимов: „Па, желео сам да напишем кратку причу о паду Галактичког Царства. Управо сам [по] други пут завршио читање Опадања и пропасти Римског царства, и помислио сам да бих могао да прилагодим то дело много већој скали Галактичког Царства и да из тога добијем причу. А мог уредника, Џона Кембела је идеја толико освојила, и рекао је да не жели да она буде протраћена на кратку причу. Желео је серију са отвореним крајем како би трајала можда и заувек. И тако сам почео да радим на томе. Како бих одржао причу од једне до друге приче, практично сам писао будућу историју, и морао сам да је начиним довољно другачијом од модерне историје како бих јој дао тај дах научне фантастике. И тако сам претпоставио да ће доћи време када ће постојати наука у којој ће бити могуће да се ствари предвиде на пробабилистички или статистички начин.“
Грос: „Мислите ли да би било добро када би стварно постојала таква наука?“
Асимов: „Па, не могу а да не мислим да би било добро, осим што у мојим причама увек имам супротстављене ставове. Другим речима, људи износе све могуће... све могуће... тачке гледишта према психоисторији и одлучују да ли је она добра или лоша. Тако да не можеш заиста да будеш сигуран. Ја нагињем на оптимистичну страну. Мислим да ако бисмо некако могли да превазиђемо неке од проблема са којима се сада суочавамо, човечанство би имало блиставу будућност, и ако бисмо могли да користимо принципе психоисторије као водиљу, мислим да бисмо могли да избегнемо многе невоље. Међутим, са друге стране, психоисторија би могла и да направи проблеме. Немогуће је рећи унапред.“